# 漆中權
漆中權（1904年—1978年8月22日），號聯璧，男，四川江津人，中华民国政治人物。民國37年（1948年）在農會西區當選第一屆立法委員。

## 生平
漆中權是四川省江津縣李市場五家塘人。幼時，父志軒在重慶開設「元亨通」紗號，遂寓居重慶就讀。
- 重慶依江小學
- 重慶廣益中學
- 金陵大學畢業
- 農礦部中央模範農業推廣區指導員
- 財政部借調，任華北長蘆鹽業改良區主任兼大名分區處長
- 世界青年和平代表大會代表
- 三民主義青年團組織處指導組組長、戰地工作指導組組長
- 國民政府軍事委員會政治部第二廳上校科長
- 川康經濟建設委員會秘書
- 農林部四川東西山屯墾實驗區管理局局長
- 四川省農業改進所所長
- 重慶市臨時參議會參議員
- 中國國民黨四川省黨部書記長、執行委員、三民主義青年團四川支團幹事會幹事
- 國立中央大學農學院教授、四川大學農學院教授、台灣大學農學院教授

民國67年8月22日病逝